# جروم آدامز
جروم آدامز (به‌انگلیسی: Jerome Adams) (زادهٔ ۲۲ سپتامبر ۱۹۷۴) متخصص هوش‌بری و دریاسالار در بخش نیروی ویژه خدمات بهداشت عمومی ایالات متحده آمریکا است. او از سال ۲۰۱۷ تا ژانویه ۲۰۲۱ جراح کل ایالات متحده آمریکا بود. او قبل از پیوستن به بخش جراحی از سال ۲۰۱۴ تا ۲۹ ژوئن ۲۰۱۷ کمیسر بهداشت ایالت ایندیانا آمریکا بود و پس از اینکه دونالد ترامپ وی را به عنوان جراح کل ایالات متحده آمریکا کاندید کرد و با تأیید او توسط مجلس سنای ایالات متحده این سمت را عهده‌دار شد.

## زندگی شخصی
او همسری به نام لسی دارد، آنها دارای ۳ فرزند هستند.